# Tribunal spécial pour la Sierra Leone
Le Tribunal spécial pour la Sierra Leone (TSSL) est une ancienne juridiction chargée de juger les plus importants responsables des crimes commis durant la guerre civile sierraléonaise. Il a existé de 2002 à 2013.

## Historique
Le 14 août 2000, le Conseil de sécurité des Nations unies vote la résolution 1315 qui donne un mandat au secrétaire général de l'ONU pour créer un tribunal de juridiction mixte, le TSSL. L'accord est signé en janvier 2002 entre les Nations unies et le gouvernement sierra-léonais et ratifié par le Parlement de Sierra Leone en mars de la même année. Le tribunal est officiellement créé en juillet 2002. Les juges prêtent serment le 2 décembre et les premiers actes d’accusation sont confirmés en mars 2003.
En 2012, Charles Taylor, ex-président du Liberia est condamné à 50 ans de prison par cette cour. Il s'agit du premier chef d'État condamné par une cour internationale depuis Nuremberg.
Le tribunal cesse ses activités le 2 décembre 2013, mais il est remplacé par le Tribunal résiduel spécial pour la Sierra Leone, chargé de gérer diverses fonctions permanentes et ponctuelles, notamment la protection et le soutien des témoins, le contrôle des peines de prison et les demandes d'indemnisation.

## Compétences
Le TSSL a pour but de juger les « principaux responsables de crimes contre l'humanité, crimes de guerre et de certains crimes prévus par le droit sierraléonais commis depuis le 30 novembre 1996 », date des accords d’Abidjan, qui ont tenté, sans succès, d’enrayer la crise.
Le TSSL diffère des autres tribunaux créés par le Conseil de sécurité. Il n'est pas un tribunal pénal international ad hoc. Alors que les tribunaux pénaux internationaux pour l'ex-Yougoslavie (TPIY) et pour le Rwanda (TPIR) ont leur siège respectivement à La Haye et à Arusha, le TSSL siège dans le pays où les crimes ont été commis. Surtout, ce tribunal fait partie du système judiciaire sierra-léonais, même s'il reçoit un important soutien international et que les huit juges sont des juges internationaux. Il s'agit également d'une juridiction hybride, car elle associe droit international et droit national sierra-léonais.

## Inculpations
Le TSSL a inculpé treize personnes jusqu'ici et en a mis en examen 23 :
- Charles Taylor, en exil au Nigeria de juin 2003 à mars 2006, il est extradé le 29 mars 2006 en Sierra Leone
- Moinina Fofana (en)
- Samuel Hinga Norman, mort en prison le 22 février 2007
- Allieu Kondewa (en)
- Sam Bockarie, déclaré mort le 6 mai 2003
- Augustine Gbao (en)
- Morris Kallon
- Foday Sankoh, mort le 30 juillet 2003
- Issa Sesay (en)
- Alex Tamba Brima (en)
- Brima Bazzy Kamara (en)
- Santigie Borbor Kanu (en)
- Johnny Paul Koroma, déclaré mort le 1er juin 2003
- Samuel Norman
- Allieu Kondewa (en)
- Santigie Kanu (en)
- Brima Samura
- Margaret Brima
- Neneh Jalloh
- Esther Kamara
- Anifa Kamara
- Hassan Bangura
- Samuel Kargbo
- Eric Senessie
- Courtenay Griffiths
- Prince Taylor